# 바르셀로나 항

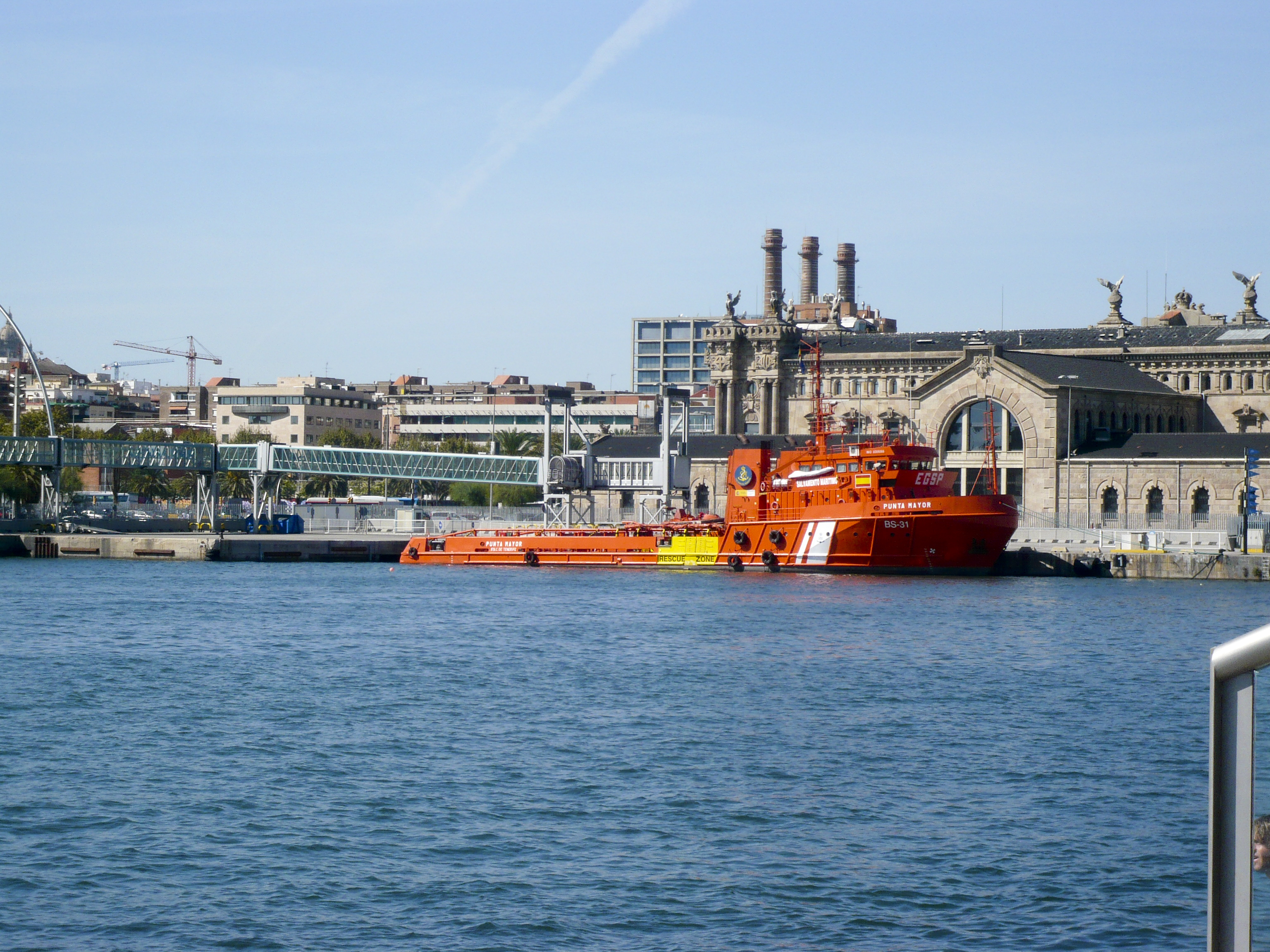
바르셀로나 항구

바르셀로나 항구(카탈루냐어: Port de Barcelona, 스페인어: Puerto de Barcelona)은 스페인 바르셀로나에 있는 항구이다. 카탈루냐 지방에서 제일 큰 항구이다.